# Diocesi di Tiruchirapalli
La diocesi di Tiruchirapalli (in latino Dioecesis Tiruchirapolitana) è una sede della Chiesa cattolica in India suffraganea dell'arcidiocesi di Madurai. Nel 2022 contava 276.790 battezzati su 2.431.614 abitanti. È retta dal vescovo Savarimuthu Arokiaraj.

## Territorio
La diocesi comprende i seguenti taluks nello stato indiano del Tamil Nadu: Tiruchy e Manaparai nel distretto di Tiruchirappalli, Kulitalai nel distretto di Karur, Kulathur nel distretto di Pudukkottai.
Sede vescovile è la città di Tiruchirappalli, dove si trovano la cattedrale di Santa Maria della Salute e la basilica minore del Santissimo Redentore.
Il territorio è suddiviso in 73 parrocchie, raggruppate in 5 vicariati: Puthur, Crawford, Ponmalai, Keeranur e Manaparai.

## Storia
La missione di Madura fu istituita nel 1606 e comprendeva territori che giuridicamente facevano parte della diocesi São Tomé di Meliapore (oggi arcidiocesi di Madras e Mylapore). A seguito della soppressione della Compagnia di Gesù, i cui missionari avevano in carica la missione, questa fu soppressa nel 1773 ed affidata ai missionari della Società per le missioni estere di Parigi di stanza a Pondicherry.
Il 23 dicembre 1836 fu eretto il vicariato apostolico di Madura, con il breve Catholicae Ecclesiae di papa Gregorio XVI, ricavandone il territorio dal vicariato apostolico della Costa del Coromandel. Contestualmente fu sospesa la giurisdizione dei prelati portoghesi di Goa e di São Tomé di Meliapore, da cui questi territori formalmente dipendevano, in forza dei diritti del patronato portoghese.
Il nuovo vicariato apostolico fu affidato ai missionari gesuiti i quali però, in conformità alle loro costituzioni, non accettarono che un loro membro venisse consacrato vescovo. Per questo motivo la Santa Sede affidò il vicariato apostolico alle cure del vicario della Costa del Coromandel. Questa situazione durò fino al 22 maggio 1846, quando fu nominato vicario apostolico il gesuita Alexis Canoz.
Grazie all'impulso del vescovo Canoz vi vennero avviate le congregazioni femminili dell'Addolorata e di Sant'Anna, per compiti utili alla missione.
Il 1º settembre 1886 per effetto della bolla Humanae salutis di papa Leone XIII il vicariato apostolico fu elevato al rango di diocesi. Il 7 giugno dell'anno successivo, con il breve Post initam, la diocesi, denominata «diocesi di Trichinopoly», entrò a far parte della provincia ecclesiastica dell'arcidiocesi di Pondicherry.
Il 2 ottobre 1893 divenne suffraganea dell'arcidiocesi di Bombay.
Il 3 luglio 1929 cedette una porzione di territorio a vantaggio della diocesi di São Tomé di Meliapore; contestualmente passarono sotto la giurisdizione dei vescovi di Trichinopoly le parrocchie che fino ad allora dipendevano dai vescovi di São Tomé di Meliapore in virtù dei diritti del padroado portoghese.
Il 12 giugno 1923 e l'8 gennaio 1938 cedette porzioni del suo territorio a vantaggio dell'erezione rispettivamente delle diocesi di Tuticorin e di Madura (oggi arcidiocesi di Madurai).
Il 21 ottobre 1950 ha assunto il nome attuale in forza del decreto Cum post rerum della Congregazione di Propaganda Fide.
Il 19 settembre 1953 è entrata a far parte della provincia ecclesiastica di Madurai.
Il 10 novembre 2003 ha ceduto un'altra porzione di territorio a vantaggio dell'erezione della diocesi di Dindigul.

## Cronotassi dei vescovi
Si omettono i periodi di sede vacante non superiori ai 2 anni o non storicamente accertati.
- Louis-Charles-Auguste Hébert, M.E.P. † (8 luglio 1836 - 3 ottobre 1836 deceduto)
  - Clément Bonnand, M.E.P. † (3 ottobre 1836 - 22 maggio 1846 dimesso) (amministratore apostolico)
- Alexis Canoz, S.I. † (22 maggio 1846 - 2 dicembre 1888 deceduto)
- Jean-Marie Barthe, S.I. † (21 marzo 1890 - 19 dicembre 1913 dimesso[7])
- Ange-Auguste Faisandier, S.I. † (19 dicembre 1913 succeduto - 24 settembre 1934 dimesso[8])
- John Peter Leonard, S.I. † (2 gennaio 1936 - 8 gennaio 1938 nominato vescovo di Madurai)
- James Mendonça † (7 marzo 1938 - 23 novembre 1970 ritirato)
- Thomas Fernando † (23 novembre 1970 - 6 ottobre 1990 ritirato)
- Gabriel Lawrence Sengol † (6 ottobre 1990 - 14 ottobre 1997 dimesso)
  - Sede vacante (1997-2000)
- Antony Devotta † (16 novembre 2000 - 14 luglio 2018 ritirato)
  - Sede vacante (2018-2021)[9]
- Savarimuthu Arokiaraj, dal 29 giugno 2021

## Statistiche
La diocesi nel 2022 su una popolazione di 2.431.614 persone contava 276.790 battezzati, corrispondenti all'11,4% del totale.
| anno | popolazione | popolazione | popolazione | presbiteri | presbiteri | presbiteri | presbiteri                | diaconi | religiosi | religiosi | parrocchie |
| anno | battezzati  | totale      | %           | numero     | secolari   | regolari   | battezzati per presbitero | diaconi | uomini    | donne     | parrocchie |
| ---- | ----------- | ----------- | ----------- | ---------- | ---------- | ---------- | ------------------------- | ------- | --------- | --------- | ---------- |
| 1950 | 116.557     | 1.632.040   | 7,1         | 97         | 56         | 41         | 1.201                     |         | 55        | 393       | 32         |
| 1970 | 170.650     | 1.943.537   | 8,8         | 135        | 72         | 63         | 1.264                     |         | 159       | 855       | 41         |
| 1980 | 210.977     | 2.632.000   | 8,0         | 145        | 69         | 76         | 1.455                     |         | 163       | 888       | 50         |
| 1990 | 273.481     | 3.124.716   | 8,8         | 177        | 97         | 80         | 1.545                     |         | 212       | 928       | 61         |
| 1999 | 387.130     | 3.662.230   | 10,6        | 208        | 111        | 97         | 1.861                     |         | 305       | 944       | 71         |
| 2000 | 392.430     | 3.666.320   | 10,7        | 249        | 133        | 116        | 1.576                     |         | 356       | 1.043     | 75         |
| 2002 | 393.640     | 3.789.320   | 10,4        | 236        | 117        | 119        | 1.667                     |         | 456       | 1.086     | 82         |
| 2003 | 182.500     | 2.543.806   | 7,2         | 178        | 78         | 100        | 1.025                     |         | 405       | 784       | 55         |
| 2004 | 399.740     | 3.872.430   | 10,3        | 246        | 146        | 100        | 1.624                     |         | 517       | 1.355     | 82         |
| 2010 | 188.990     | 2.156.765   | 8,8         | 215        | 94         | 121        | 879                       |         | 434       | 927       | 67         |
| 2014 | 236.377     | 2.447.234   | 9,7         | 268        | 95         | 173        | 882                       |         | 492       | 739       | 67         |
| 2017 | 262.413     | 2.296.098   | 11,4        | 268        | 92         | 176        | 979                       |         | 548       | 1.097     | 71         |
| 2020 | 271.034     | 2.371.960   | 11,4        | 274        | 98         | 176        | 989                       |         | 570       | 1.134     | 73         |
| 2022 | 276.790     | 2.431.614   | 11,4        | 280        | 101        | 179        | 988                       |         | 563       | 1.130     | 73         |